# Viette (Vie)
Die Viette ist ein Fluss in Frankreich, der im Département Calvados in der Region Normandie verläuft. Sie entspringt unter dem Namen Douet de Canteraine im südöstlichen Gemeindegebiet von Saint-Pierre-en-Auge, entwässert generell Richtung Nordnordwest durch die Landschaft des Pays d’Auge und mündet nach rund 21 Kilometern beim Ort Le Mesnil-Mauger in der Gemeinde Mézidon Vallée d’Auge als linker Nebenfluss in die Vie. In ihrem Mündungsabschnitt quert die Divette die Bahnstrecke Mantes-la-Jolie–Cherbourg.

## Orte am Fluss
(Reihenfolge in Fließrichtung)
- Le Billot, Gemeinde Saint-Pierre-en-Auge
- La Gravelle, Gemeinde Saint-Pierre-en-Auge
- Montviette, Gemeinde Saint-Pierre-en-Auge
- Sainte-Marguerite-de-Viette, Gemeinde Saint-Pierre-en-Auge
- Blanvatel, Gemeinde Saint-Pierre-en-Auge
- Vieux-Pont-en-Auge, Gemeinde Saint-Pierre-en-Auge
- Les Authieux-Papion, Gemeinde Mézidon Vallée d’Auge
- Sainte-Marie-aux-Anglais, Gemeinde Mézidon Vallée d’Auge
- Le Mesnil-Mauger, Gemeinde Mézidon Vallée d’Auge